# National Trust of Australia
The Australian Council of National Trusts (ACNT) (El Consejo de Australia de la Confianza Nacional) es una organización no gubernamental de Australia, creada para la promoción y la conservación del patrimonio indígena, natural e histórico del país ayudando al trabajo de los State Trusts.
Se creó en 1965. A nivel de los Estados y Territorios, existen ocho organismos correspondientes a los Estados siguientes: Territorio de la capital australiana, Nueva Gales del Sur, Territorio del Norte, Queensland, Australia Meridional, Tasmania, Victoria y Australia Occidental. 
La organización posee o administra más de 300 sitios históricos (posee la mayoría), y emplea a 7000 voluntarios benévolos así como 350 permanentes pagados por el Estado. Cada año, los lugares y monumentos administrados por la "National Trust" (Confianza Nacional) reciben a más de un millón de visitantes.

## Territorio de la capital australiana
- Hill Station, inscrito el 28 de mayo de 1998[1] - Canberra
- Rosebud Apiary, inscrito el 28 de mayo de 1998[2] - Canberra
- Old Parliament House, inscrito el 28 de mayo de 1998[3] - Canberra
- Westbourne Woods Incinerator, inscrito el 28 de mayo de 1998[4] - Canberra
- Gorman House, inscrito el 16 de abril de 1998[5] -
- Hotel Canberra, inscrito el 11 de marzo de 1998[6] -
- Hotel Kurrajong, inscrito el 11 de marzo de 1998[7] -
- National Library of Australia, inscrito el 22 de enero de 1998[8] - près du lac Burley Griffin
- Jerrabomberra Wetlands, inscrito el 20 de noviembre de 1997[9] - Molonglo River
- Deakin Anticline, inscrito el 20 de noviembre de 1997[10] - Canberra
- Lambrigg and Farrer's Grave, inscrito el 20 de noviembre de 1997[11] - Tharwa
- Blundell's Cottage, inscrito el 20 de noviembre de 1997[12] - Canberra

## Nueva Gales del Sur
- Ahisma[13] - Cheltenham
- Balmain Watch House[14] - Balmain
- Brough House[15] - Maitland
- Golden Vale[16]
- Juniper Hall[17] - Paddington

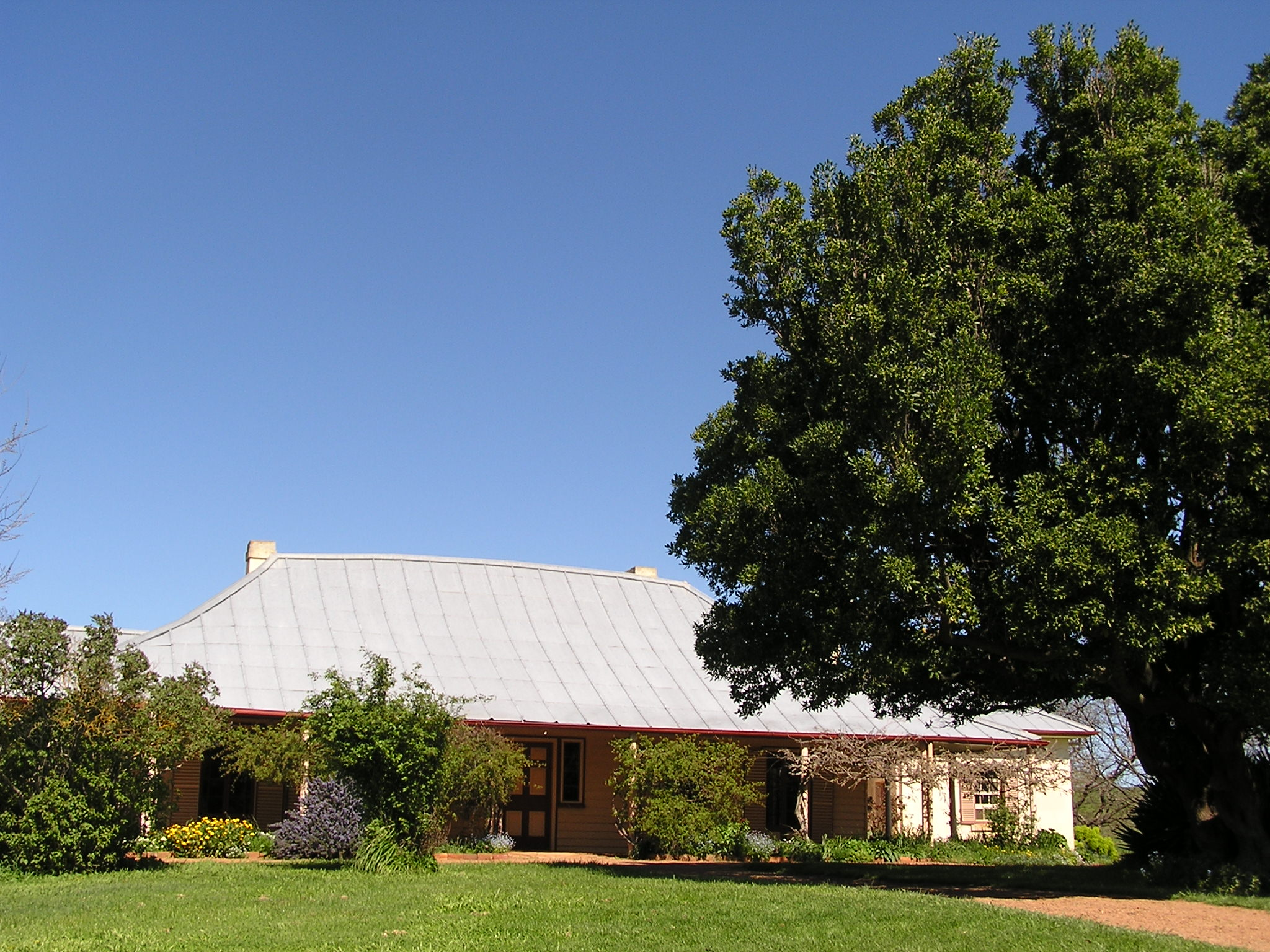
La casa de Hamilton Hume : Cottage de Cooma en Yass.

- Ludovic Blackwood Memorial Sanctuary[18] - Corner
- Club House[19] - Sídney 2000
- Stella James House[20] - Avalon
- Bedervale[21] - Braidwood
- Cooma Cottage[22] - Yass
- Dalwood House[23] - Branxton
- Dundullimal[24] - Dubbo
- Everglades Gardens[25] - Leura
- Experiment Farm Cottage[26] - Harris Park
- Grossmann House[27] - Maitland
- Harper's Mansion[28] - Berrima
- Lindesay[29] - Darling Point
- Macquaries Tomb[30] - Île de Ulva
- Miss Porter's House[31] - Newcastle
- Miss Traill's House & Garden[32] - Bathurst
- Norman Lindsay Gallery[33] - Faulconbridge
- Old Government House[34] - Parramatta
- Riversdale[35] - Goulburn
- Saumarez Homestead[36] - Armidale
- S. H. Ervin Gallery[37] - the Rocks
- Sir Henry Parkes Memorial School of Arts[38] - Tenterfield
- St Ignatius Convent School[39] - Wentworth
- Tomago House[40] - Tomago
- Vienna Cottage[41] - Hunter's Hill
- Wirrimbirra Sanctuary[42] - entre Tahmoor et Bargo
- Woodford Academy[43] - Woodford

## Territorio del Norte
- Borroloola Police Station Museum, inscrito el 6 de abril de 1994[44] - Borroloola
- Brown's Mart, inscrito el 19 de marzo de 1996[45] - Darwin
- C-47 Aeroplane Wreck- A65-115, inscrito el 29 de agosto de 2007[46] - Darwin Harbor
- Daly Waters Aviation Complex, inscrito el 12 de octubre de 1994[47] - Daly Waters
- Harts Range Mica Mine Complex, inscrito el 26 de octubre de 2005[48] - Alice Springs
- Katherine Railway Precinct, inscrito el 7 de diciembre de 1994[49] - Katherine
- Myilly Point Precinct, inscrito el 4 de enero de 1995,[50] Darwin
- Stuart Town Gaol, inscrito el 19 de enero de 1994[51] - Alice Springs
- O'Keeffe Residence, inscrito el 3 de agosto de 1994[52] - Katherine
- Pine Creek Post Office and Repeater Station, inscrito el 31 de mayo de 1995[53] - Pine Creek
- Pine Creek Railway Precinct, inscrito el 6 de abril de 1994[54] - Pine Creek
- Tennant Creek Hospital Outpatients Department, inscrito el 25 de octubre de 1995[55] - Tennant Creek

## Queensland
- Brennan and Geraghtys Store,[56] Maryborough
- Currumbin Wildlife Sanctuary,[57] Gold Coast
- Hou Wang Chinese Temple and Museum,[58] Atherton
- James Cook Museum,[59] Cooktown
- National Trust Heritage Centre,[60] Townsville
- Stock Exchange Arcade,[61] Charters Towers
- Tent House,[62] Mount Isa
- Royal Bull's Head Inn,[63] Toowoomba
- Moon's Reserve,[64] Brookfield
- Wolston House,[65] Wacol
- Charters Towers Museum,[66] Charters Towers

## Australia Meridional
- 1910 Congregational Church,[67] Keith
- Ayers House[68] - Adelaida
- Beaumont House[69] - Beaumont
- Cape Jaffa Lighthouse[70] - Kingston
- Ceduna Museum[71] - Ceduna
- Cobdogla Irrigation Museum[72] - Barmera
- Collingrove Homestead[73] - Angaston
- Courthouse Museum[74] - Millicent
- Crystal Brook Heritage Centre[75] - Crystal Brook
- Customs House[76] - Robe
- Early Settler's Cottage[77] - Keith
- Encounter Coast Discovery Centre[78] - Victor Harbor
- Gamble Cottage[79] - Blackwood
- Glencoe Woolshed[80] - Mount Gambier
- Goolwa Museum[81] - Goolwa
- Hope Cottage Museum[82] - Mount Barker
- Hughes Pump House[83] - Moonta
- Jamestown Railway Station and Goods Shed[84] - Jamestown
- Koppio Smithy Museum[85] - Koppio
- Maitland Museum[86] - Maitland
- Matta House[87] - Kadina
- Mill Cottage[88] - Port Lincoln
- Millicent Museum[89] - Millicent
- Minlaton Museum[90] - Minlaton
- Miners Cottage and Heritage Garden[91] - Moonta
- Moonta Mines Public School[92] - Moonta
- Moonta Mines Sweets Shop[93] - Moonta
- Mount Laura Station[94] - Whyalla
- Napper's Accommodation House[95] - Barmera
- Old Centenary Hall[96] - Balaklava
- Old Council Chambers[97] - Cleve
- Old Highercombe Hotel[98] - Tea Tree Gully
- Old Telegraph Station[99] - Gawler
- Old Police Station and Courthouse[100] - Auburn
- Old Police Station[101] - Clare
- Old Railway Superintendent's Cottage[102] - Goolwa
- Old Wool and Grain Store[103] - Beachport
- Olivewood[104] - Renmark
- Overland Corner Hotel[105] - Overland Corner
- Penneshaw Maritime and Folk Museum[106] - Penneshaw, Kangaroo Island
- Petticoat Lane[107] - Penola
- Police Station and Courthouse[108] - Strathalbyn
- Railway Station and Customs House[109] - Port Pirie
- The Sheep's Back[110] - Naracoorte
- Sampson's cottage[111] - Port Pirie
- Stangate House and Garden[112] - Mont Lofty
- Streaky Bay Museum[113] - Streaky Bay
- Wallaroo Heritage and Nautical Museum[114] - Wallaroo
- Wellington Courthouse,[115] Wellington
- Willunga Courthouse Museum[116] - Willunga
- Winn's Bakehouse[117] - Coromandel Valley

## Tasmania
- Clarendon,[118] Evandale
- Franklin House,[119] Launceston
- Home Hill (Tas),[120] Devonport
- Latrobe Court House,[121] Latrobe
- Oak Lodge,[122] Richmond
- Old Umbrella Shop,[123] Launceston
- Penghana,[124] Queenstown
- Penitentiary Chapel and Criminal Courts,[125] Hobart
- Runnymede,[126] Hobart
- White House,[127] Westbury

## Victoria
[[Archivo:20051210ChilternLakeViewHouseHomeHenryHandelRichardson 003.jpg|thumb|350px|Lake View Homestead, Chiltern. La casa fue acceptada por el National Trust en 1967.{{Enlace roto|1=(ABC News story) ]]

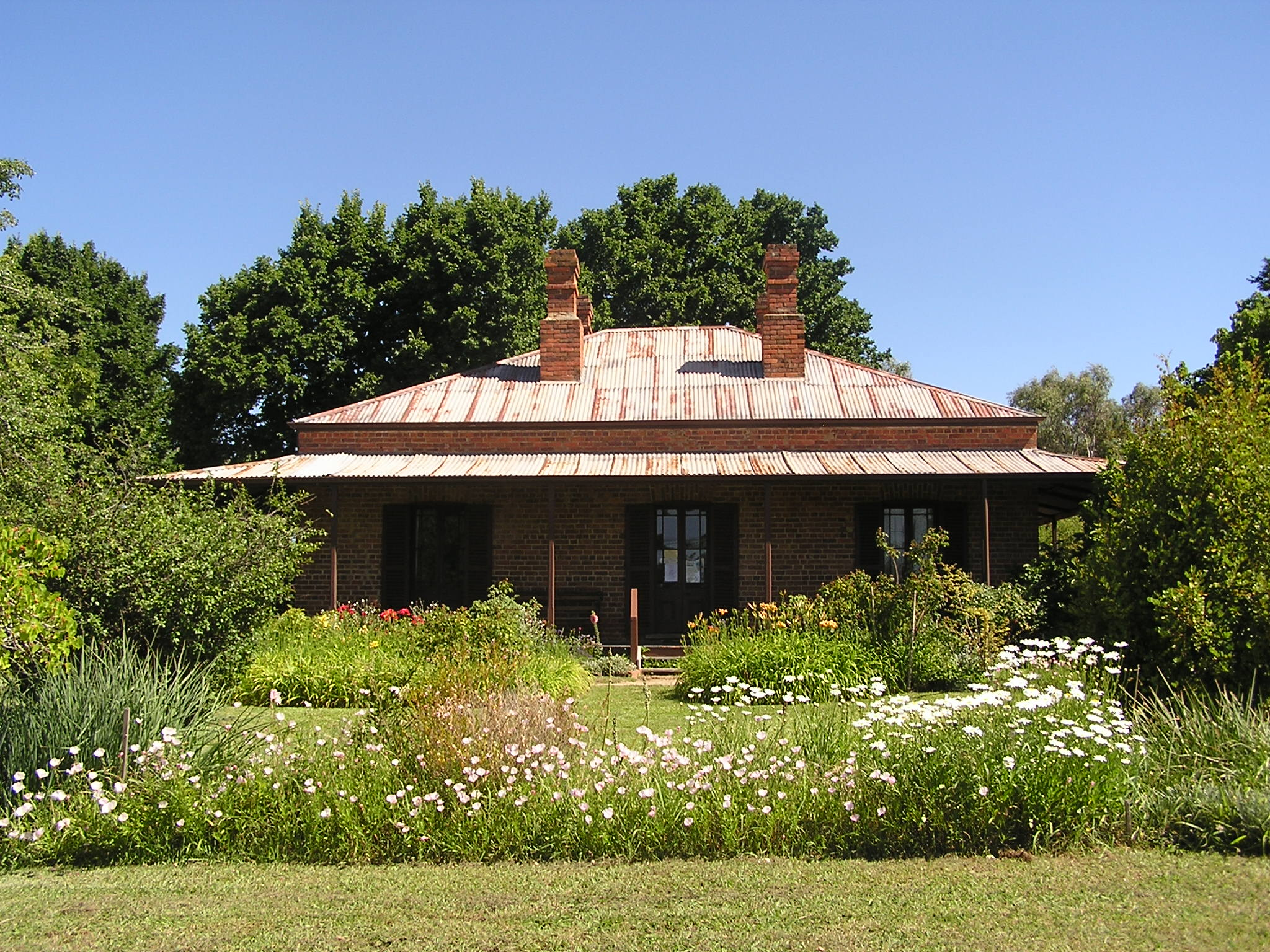
Lake View Homestead, Chiltern. La casa fue acceptada por el National Trust en 1967.Enlace roto|1=(ABC News story)

- Barwon Grange, inscrito el 18 de abril 1963[128] - Geelong
- Barwon Park, inscrito el 5 de noviembre de 1964[129] - Winchelsea
- Chapel Bendigo Cemetery, inscrito el 22 de julio de 1982[130] - Bendigo
- Como House, inscrito el 22 de mayo de 1958[131] - South Yarra
- Como Garden, inscrito el 12 de junio de 1978[132] - South Yarra
- Dow's Pharmacy[133] - Chiltern
- Federal Standard Newspaper Office[134] - Chiltern
- Government House, inscrito el 22 de mayo de 1958[135] - Melbourne
- Gulf Station[136] - Yarra Glen
- Labassa[137] - Caulfield
- Lake View Hotel, inscrito el 3 de agosto de 1998[138] - Chiltern
- La Trobe's Cottage[139] - South Yarra
- McCrae Homestead[140] - McCrae
- Melbourne Maritime Museum and the Polly Woodside[141] - Melbourne
- Old Melbourne Gaol[142] - Melbourne
- Mooramong Homestead, inscrito el 23 de octubre de 2007[143] - Skipton
- Mulberry Hill, inscrito el 26 de septiembre de 1974[144] - Langwarrin South
- Iron Houses[145] - Moreland City
- Portarlington Mill[146] - Portarlington
- Rippon Lea Estate, inscrito el 3 de agosto de 1998[147] - Elsternwick
- The Heights[148] - Geelong
- The Heights[149] - Mornington Peninsula Shire

## Australia Occidental
- Albany Fish, inscrito el 11 de junio de 2001[150] - Albany
- Armadale District Hall, inscrito el 8 de julio de 2008[151] - Armadale
- Bridgedale, inscrito el 14 de julio de 1997[152] - Bridgetown
- Cliff Grange Farmhouse, inscrito el 5 de septiembre de 1977[153] - Greenough
- Clinch's Mill, inscrito el 5 de septiembre de 1977[154] - Greenough
- Israelite Bay Post and Telegraph Station, inscrito el 20 de octubre de 1980[155] - Esperance
- Moir Homestead Ruins, inscrito el 6 de noviembre de 1995[156] - Esperance
- Top Camp Unconformity, inscrito el 1 de septiembre de 1991[157] - Ashburton
- Bridgefield, inscrito el 11 de diciembre de 2000[158] - Margaret River
- Bassendean Primary School, inscrito el 8 de febrero de 1999[159] - Bassendean
- Garratt Road Bridge, inscrito el 14 de abril de 1998[160] - Bayswater
- Hill 60, inscrito el 8 de junio de 1998[161] - Belmont
- Wheatsheaf Inn, inscrito el 3 de septiembre de 1984[162] - Beverley
- Boddington Old School, inscrito el 10 de abril de 1980[163] - Boddington
- Anglican Church of the Annunciation, inscrito el 7 de junio de 1983[164] - Broome
- Boarding House, inscrito el 4 de abril de 1980[165] - Bunbury
- Cattle Chosen Farmhouse, inscrito el 11 de junio de 1973[166] - Busselton
- Canning Town Hall, inscrito el 8 de junio de 1998[167] - Cannington
- Capel Inn & stables, inscrito el 14 de junio de 2004[168] - Capel
- MacPherson Homestead, inscrito el 5 de septiembre de 1983[169] - Carnamah
- Church of St Mary Star of the Sea Group, inscrito el 27 de mayo de 1974[170] - Carnarvon
- Chittering Road Board Office, inscrito el 12 de junio de 2000[171] - Chittering
- Administration Building, St Louis Community, inscrito el 2 de noviembre de 1981[172] - Claremont
- All Saints Anglican Church, inscrito el 8 de marzo de 1988[173] - Collie
- Bank, ininscrito el 27 de octubre de 1976[174] - Coolgardie
- Long Homestead Site, inscrito el 12 de marzo de 2001[175] - Coorow
- Albion Hotel & Grounds, inscrito el 5 de marzo de 1985[176] - York
- Barnong Station, inscrito el 2 de septiembre de 1985[177] - Yalgoo
- Johnston's Buildings, inscrito el 14 de agosto de 2006[178] - Wyalkatchem
- Vlaming Head Lighthouse Group, inscrito el 4 de octubre de 1976[179] - Exmouth
- Scotsdale Road Bridge, inscrito el 8 de julio de 1996[180] - Denmark